# Condado de Thayer
O Condado de Thayer é um dos 93 condados do estado norte-americano de Nebraska. A sede do condado é Hebron, que é também a sua maior cidade. O condado tem uma área de 1489 km² (dos quais 3 km² estão cobertos por água), uma população de 6055 habitantes, e uma densidade populacional de 4 hab/km² (segundo o censo nacional de 2000). Foi fundado em 1872. O seu nome é uma homenagem ao governador do Nebraska John Milton Thayer.